# Carphoproscopia
Carphoproscopia is een geslacht van rechtvleugeligen uit de familie Proscopiidae. De wetenschappelijke naam van dit geslacht is voor het eerst geldig gepubliceerd in 1990 door Jago.

## Soorten
Het geslacht Carphoproscopia  is monotypisch en omvat slechts de volgende soort:
- Carphoproscopia lancea (Burmeister, 1880)